# سيريل هارلي
سيريل هارلي (بالإنجليزية: Cyril Harley)‏ هو لاعب كرة قدم أسترالية أسترالي، ولد في 10 أكتوبر 1910، وتوفي في 2 ديسمبر 1950.

## وصلات خارجية
- سيريل هارلي على موقع AustralianFootball.com (الإنجليزية)
- سيريل هارلي على موقع AFLtables.com (الإنجليزية)